# Wilhelm Pfeffer
Wilhelm Friedrich Philipp Pfeffer (født 9. marts 1845 i Kassel, død 31. januar 1920 i Leipzig) var en tysk plantefysiolog.
Oprindelig farmaceut helligede Pfeffer sig tidlig de botaniske videnskaber. Han begyndte med floristiske undersøgelser (mosser), men kastede sig snart over plantefysiologien, som han særlig studerede hos Sachs i Würzburg, hvor blandt andet vigtige undersøgelser over proteïnkorn udførtes. En række udmærkede arbejder kom nu i rask følge, således Physiologische Untersuchungen (1873), Die periodischen Bewegungen etc. (1875) og Osmotische Untersuchungen (1877), hvilket sidstnævnte arbejde har fået stor betydning med hensyn til udviklingen af de moderne kemisk-fysikalske teorier for opløsninger. I 1881 udkom Pfeffers store håndbog Pflanzenphysiologie i to bind, der, kritisk sammenfattende datidens viden og pegende på hele rækker af uløste spørgsmål, danner epoke i plantefysiologiens historie, ikke mindst ved en original behandling af pirrings- og reguleringsfænomenerne. Da Pfeffer, efter i nogle år at have været professor i Basel, var kaldet
til Tübingen, lod han sine egne og de talrige elevers arbejder offentliggøre i et særligt tidsskrift Untersuchungen aus dem botanischen Institut Tübingen (1881—88), hvor man finder flere af Pfeffers bedste arbejder, blandt andet de berømte undersøgelser over mikroorganismernes bevægelser, der grundlagde læren om kemotaksis, og de ikke mindre ansete undersøgelser vedrørende slyngtrådes følsomhed. Senere har Pfeffer, der 1887 blev professor i Leipzig, i hvilken stilling han døde, offentliggjort sine arbejder i det sachsiske Videnskabernes Selskabs skrifter, således Beiträge zur Kenntniss der Oxydationsvorgänge in lebenden Zellen (1889), Studien zu Energetik (1892) og Druck- und Arbeitsleistung durch wachsende Pflanzen (1893). 1897—1904 udkom anden ganske omarbejdede udgave af Pflanzenphysiologie, og Pfeffer genoptog da i stort omfang studierne over planternes periodiske bevægelser (Untersuchungen über die Entstehung der Schlafbewegungen, 1907). Pfeffer, der forenede fremragende begavelse med glimrende eksperimentelle evner og en ualmindelig arbejdsdygtighed, har også som lærer haft stor indflydelse på videnskabéns udvikling; elever fra alle lande flokkedes om ham. Af skandinaviske forskere blandt Pfeffers elever kan nævnes af danske: Wilhelm Johannsen, Lauritz Kolderup Rosenvinge, Hjalmar Jensen og Peter Boysen Jensen, af norske: Jørgen Brunchorst, af svenske: Jakob Eriksson, Bengt Jönsson, Oscar Juel og Bengt Lidforss; det ses, at Pfeffers indflydelse på skandinavisk videnskabelighed ikke har været ringe.